# 남해 다정리 삼층석탑
남해 다정리 삼층석탑(南海 多丁里 三層石塔)은 대한민국 경상남도 남해군 이동면 다정리에 있는 고려시대의 삼층석탑이다.
1974년 2월 16일 경상남도의 유형문화재 제73호 다정리삼층석탑으로 지정되었다가, 2018년 12월 20일 현재의 명칭으로 변경되었다.

## 개요
원효대사가 창건하였다고 전해지는 다천사에 세웠던 석탑이라 한다. 절의 내력과 역사는 알 수 없고, 다만 다천사가 용문사에 편입될 당시 탑만이 원래의 절터에 남게 되었다고 전한다.
현재 탑신부(塔身部)의 몸돌 2개와 지붕돌 2개만 남아 2층탑의 모습이지만, 원래는 3층이었을 것으로 추정된다. 탑신의 몸돌에는 모서리마다 기둥 모양의 조각이 보이고, 지붕돌 밑면에는 3단의 받침을 두었다. 꼭대기에는 3개의 보주(寶珠 : 작은 공모양장식)가 남아 머리장식을 하고 있다.
완전한 모습은 아니지만 지붕돌이 두툼해지고 밑면의 받침이 3단인 점 등으로 보아 고려시대에 세운 것으로 추정된다.

## 참고 문헌
- 남해 다정리 삼층석탑 - 국가유산청 국가유산포털